# The Place
The Place è un film del 2017 co-scritto e diretto da Paolo Genovese.
Il film è un adattamento cinematografico della serie televisiva statunitense The Booth at the End e - accanto al protagonista Valerio Mastandrea - è interpretato da un cast corale che comprende Marco Giallini, Alessandro Borghi, Sabrina Ferilli, Giulia Lazzarini, Vinicio Marchioni, Silvio Muccino, Silvia D'Amico, Rocco Papaleo, Vittoria Puccini ed Alba Rohrwacher.
 Il ristorante The Place, che dà il nome al film, esiste veramente e si trova a Roma all'angolo tra Via Licia e Via Gallia, nei pressi di Porta Metronia.

## Trama
Un misterioso uomo siede sempre allo stesso tavolo di un ristorante, pronto a esaudire i più grandi desideri di otto visitatori. Questi, in cambio, devono svolgere un compito. Nessun compito tra quelli che l'uomo va ad assegnare è impossibile, ma quasi ognuna delle sue richieste implica di andare contro tutti i principi etici e morali:
- al poliziotto Ettore, che ha bisogno di ritrovare il denaro sottratto in una rapina, viene chiesto di pestare a sangue una persona qualunque;
- l'anziana Marcella, in cambio della guarigione del marito affetto dall'Alzheimer, deve perpetrare una strage in un luogo affollato con un ordigno da lei costruito;
- alla suora Chiara, che ha perso la fede e vuole disperatamente ritrovarla, viene chiesto di rimanere incinta;
- la giovane Martina deve compiere una rapina per un valore esatto di 100 000 euro e 5 centesimi per diventare più bella;
- a Luigi viene chiesto di uccidere una bambina per salvare la vita al figlio gravemente malato;
- al meccanico Odoacre, in cambio di una notte di sesso con una ragazza copertina, viene chiesto di proteggere proprio quella bambina;
- Fulvio, invece, se vuole riacquistare la vista, deve violentare una donna;
- Azzurra deve far in modo di distruggere una coppia se vuole che suo marito torni a innamorarsi di lei;
- il giovane spacciatore Alex (autore tra l'altro della rapina di cui il poliziotto cerca la refurtiva) entra come per scherzo in questo mondo e chiede al misterioso uomo che suo padre (Ettore) lo lasci in pace e smetta di cercarlo.

Come in un gioco a incastri le vite di tutti i presenti si intrecciano portandoli talvolta ad aiutarsi, talvolta a combattersi. Lo scopo ultimo dell'uomo misterioso rimane, però, ignoto fino alla fine, quando le cose volgono al peggio e l'uomo misterioso ammette di essere un tramite per le mostruosità umane ed è stanco di stare tra i mali del mondo; a questo punto la cameriera Angela (nomen omen) inverte i ruoli e propone quasi scherzosamente un accordo, cioè liberare l'uomo dalla sua mansione, appuntandolo sulla sua misteriosa agenda. L'indomani, nel bar vuoto, resta solo la pagina bruciata dell'ultimo desiderio esaudito.

## Distribuzione
Il film è stato presentato in anteprima alla Festa del Cinema di Roma 2017 ed è stato distribuito nelle sale cinematografiche italiane il 9 novembre 2017.

## Colonna sonora
Il tema principale della colonna sonora è il brano inedito The Place, interpretato da Marianne Mirage, scritto dalla stessa Mirage con gli STAG (Marco Guazzone, Stefano Costantini, Edoardo Cicchinelli) e prodotto da Matteo Curallo. Della colonna sonora fa parte anche il brano How Do You Feel Today? (scritto e prodotto da Matteo Buzzanca), interpretato sempre da Marianne Mirage.

## Riconoscimenti
- 2018 - David di Donatello
  - Candidatura per il Miglior regista a Paolo Genovese
  - Candidatura per il Migliore attore protagonista a Valerio Mastandrea
  - Candidatura per la Migliore attrice non protagonista a Giulia Lazzarini
  - Candidatura per la Migliore sceneggiatura non originale a Paolo Genovese e Isabella Aguilar
  - Candidatura per la Migliore fotografia a Fabrizio Lucci
  - Candidatura per il Miglior montaggio a Consuelo Catucci
  - Candidatura per la Migliore canzone originale (The Place) a Marianne Mirage
  - Candidatura per il David giovani a Paolo Genovese
- 2018 - Nastro d'argento
  - Candidatura per il Migliore attore protagonista a Valerio Mastandrea
  - Candidatura per il Migliore attore non protagonista a Vinicio Marchioni
  - Candidatura per la Migliore attrice non protagonista a Sabrina Ferilli
- 2018 - Globo d'oro
  - Candidatura per la Migliore sceneggiatura a Paolo Genovese e Isabella Aguilar
  - Candidatura per la Migliore fotografia a Fabrizio Luci